# Makány Márta
Makány Márta (Budapest, 1969.) magyar öltözéktervező és divattervező.

## Életrajza
Középiskolai tanulmányait a Képző- és Iparművészeti Szakközépiskola textil szakán végezte, ahol 1988-ban sikeres érettségi vizsgát tett. Tanulmányait a Pécsi Tudományegyetem rajz- és művelődésszervező szakán folytatta, azonban egy év elteltével rádöbbent, hogy passziója másban nyilvánul meg. Ennek következtében jelentkezett 1989-ben a Moholy-Nagy Művészeti Egyetem ruhaipari formatervező- és nyomott anyag szakára. 1993-ban diplomázott, diplomamunkája pedig egy férfi és női alkalmi ruha kollekció volt, amely újításnak számított, hiszen egészen eddig férfikollekció nem szerepelt a vizsgaanyagban. Mesterfokozatát szintén ezen egyetemen szerezte meg 1998-ban, ruhaipari formatervező szakon. Diplomamunkája Arató András pszichiáter professzor és Réz András esztéta számára készített személyre szabott férfiruha kollekció volt.

## Munkássága
Fiatal tervezőként Nara névre keresztelt szalonjában indult karrierje Budapesten, ahol kézzel készültek a legkifinomultabb elvárásoknak is eleget tevő összeállításai. 
Az esküvői ruhák tervezése nem volt előre szándékolt. Egy fiatal menyasszony kereste fel a divattervezőt, hogy készítsen számára az alkalomhoz illő ruhát- panaszkodva a hazai kínálatra. Ő volt tehát az első nő, aki Makány Márta által tervezett ruhában állhatott az oltár elé. Ezt követően egyre több ifjú ara kereste fel a szalont esküvői ruháért, minek következtében a tervező profilja egyre szélesedni látszott.
Mára kialakultak a márka fő irányvonalai: a Makány Márta Bridal Wear, mely az esküvői ruhákat foglalja magában, a Makány Márta Collection, mely az estélyi ruhákat tartalmazza, valamint a Makány Márta Boutique névre hallgató hétköznapi ruhákat vonultatja fel. Emellett még a formaruhák tervezése vált meghatározóvá.
A European Fashion Council alapításában is kezdeményező szerepet felvállaló tervező nevéhez fűződnek többek között a BKV dolgozóinak készített formaruhák, valamint a Művészetek Palotája hosztesszruhái. A modern formavilággal párosuló, praktikumot és kényelmet sugárzó megjelenéssel Makány Mártának bevallott célja jótékony hatást kifejteni a hazai környezetkultúrára.
Mindemellett 2008-ban az a megtiszteltetés érte, hogy a Pekingbe utazó magyar olimpiai delegáció formaruhája is az ő tervei alapján valósultak meg. 
A tervező emellett számos látványsportot karolt fel: tervez ruhákat a magyar formációs rock-and-roll csapatnak, a szinkronúszóknak, ahogyan a szinkronkorcsolya válogatott kürruháiért is ő a „felelős”.
A sport mellett munkásságának meghatározó terepe a színház. Folyamatosan tervez jelmezeket színdarabokhoz, illetve ruhatárakat filmekhez. Így Dömötör Tamás Czukor show című filmjének, valamint Vasvári Emese 2009-ben megjelent 1 című alkotás ruhatárának kivitelezése szintén az ő feladata volt.
A sporton és a színházon túl a hazai popzene is a szenvedélye, többek között Barbee, Lola, a Unique vagy a Groovehouse fellépő ruháinak megvalósítása is a nevéhez kötődik.
A fiatalok támogatását mindig szem előtt tartó tervező évek óta indít – az iparművész és gazdasági szakos hallgatókat gyakorlati tudáshoz segítő – gyakornoki programokat.
A márka 2007 óta rendszeres résztvevője a nagy presztízsű milánói Si Sposaitalia Collezioni kiállításnak. Több külföldi szaklapban is publicitást kapott, mint például az olasz Vogue Sposa-ban és Nonsolosposi-ban, valamint az orosz Wedding magazinban. Mára már nemcsak Magyarországon, hanem világszerte megvásárolhatók a Makány Márta ruhák.
Színes pályafutása elismeréseképpen 2010-ben a Magyar Köztársasági Érdemrend lovagkeresztjével tüntették ki.